# Oberscheuren
Oberscheuren ist ein Ortsteil der Stadt Königswinter im nordrhein-westfälischen Rhein-Sieg-Kreis. Er gehört zum Stadtteil Stieldorf und zur Gemarkung Rauschendorf. Am 30. September 2022 zählte Oberscheuren 117 Einwohner.

## Geographie
Der Weiler Oberscheuren liegt zwei Kilometer nordöstlich von Stieldorf im Pleiser Hügelland wenig östlich der Bundesautobahn 3, rund 300 m westlich und 15 m oberhalb von Niederscheuren auf knapp 110 m ü. NHN und einem nach Nordosten zum Pleisbach abfallenden Gelände. Zu den nächstgelegenen Ortschaften gehören neben Niederscheuren im Osten Dambroich (Stadt Hennef (Sieg)) im Norden, Scheurenmühle im Osten und Rauschendorf auf der gegenüberliegenden Seite der Autobahn im Westen. Zu den Nachbarorten führen von Oberscheuren aus ausschließlich Gemeindeverbindungsstraßen, über die jedoch die unweit nordöstlich verlaufende Landesstraße 143 (Aegidienberg–Oberpleis–Niederpleis–Troisdorf) erreichbar ist.

## Geschichte
Oberscheuren gehörte zur Honschaft Rauschendorf, einer von vier Honschaften, aus denen sich das Kirchspiel Stieldorf im bergischen Amt Blankenberg zusammensetzte. Die Ortschaft entwickelte sich wie Niederscheuren als Straßendorf um den ehemals zum Kloster Merten gehörenden und in der heutigen Ortslage von Oberscheuren gelegenen Scheurenhof, dessen erste Erwähnung auf 1244 datiert ist.:273 Im Zuge der Säkularisation in den rechtsrheinischen Gebieten 1803 fiel er in den Besitz einer Familie Weyler und trug seitdem den Namen Weylerhof.:283
Nach Auflösung des Herzogtums Berg im Jahre 1806 war Oberscheuren Teil der Kataster- bzw. Steuergemeinde Rauschendorf im Verwaltungsbezirk der Bürgermeisterei Oberpleis. Im Rahmen von Volkszählungen in der ersten Hälfte des 19. Jahrhunderts waren Ober- und Niederscheuren zunächst gemeinsam als Scheuren unter der Bezeichnung Höfe verzeichnet mit 100 Einwohnern im Jahre 1816 und 110 im Jahre 1828. Spätestens ab der Volkszählung 1843 waren beide Ortschaften getrennt, jeweils als Weiler, ausgewiesen. 1845/46 wurde Rauschendorf, damit auch Oberscheuren, in die neu gebildete Gemeinde Stieldorf eingegliedert. Während Niederscheuren seinerzeit hinsichtlich der Anzahl der Wohngebäude mehr als die Hälfte größer als Oberscheuren war, besitzen beide Ortsteile heute eine vergleichbare Größenordnung.
Zu den wenigen in Oberscheuren ansässigen Betrieben gehört ein Reitstall am Nordwestrand des Ortes (Stand: 2014).
Einwohnerentwicklung
| Jahr | Einwohner |
| ---- | --------- |
| 1843 | 54        |
| 1871 | 71        |
| 1885 | 53        |
| 1905 | 67        |

## Sehenswürdigkeiten

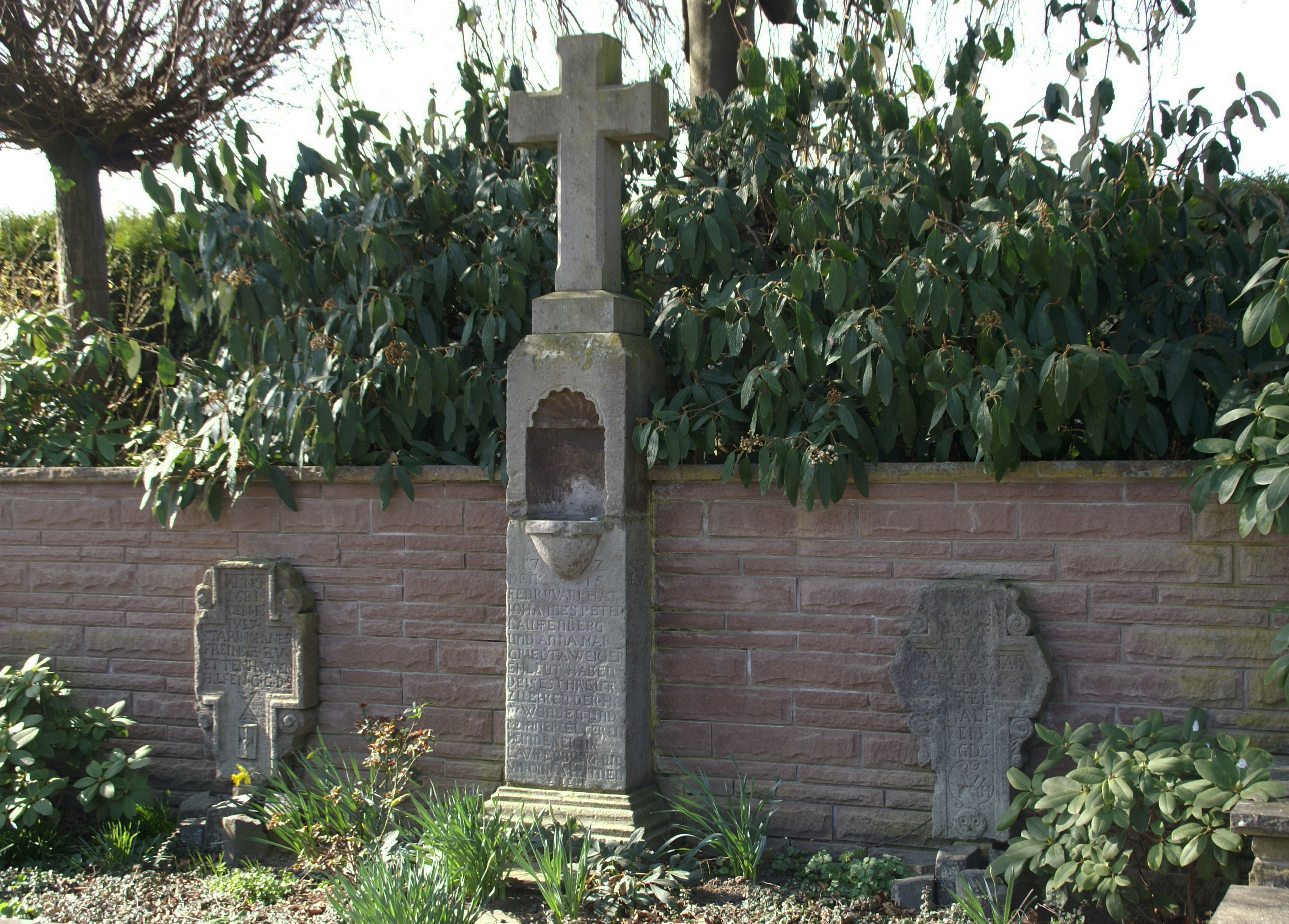
Wegekreuz an der Grenze Oberscheuren/Niederscheuren (2014)

Der Scheurenhof (Oberscheuren 44) ist eine vierflügelige Hofanlage, die ab 1728 anstelle des für das Jahr 1244 erstmals genannten Vorgängerbaus entstand. Sie gliedert sich in das Wohnhaus von 1728, eine diesem gegenüberliegende Quertennenscheune in Fachwerk aus dem 18. Jahrhundert, ein zur Straße hin ausgerichtetes Backsteingebäude aus dem späten 19. Jahrhundert sowie ein nach dem Zweiten Weltkrieg neu in Fachwerk errichtetes östliches Wirtschaftsgebäude. Bei dem Wohnhaus handelt es sich um einen zweigeschossigen Fachwerkbau in Stockwerkbauweise mit einem Laubenvorbau, der sich der Bauform des Westerwälder Ernhauses zurechnen lässt und durch die nachfolgenden Erweiterungen unter Verunklärung dieses Typus zu einem fränkischen Vierkanthof umgestaltet wurde.:283:51 f.
Als Baudenkmal unter Denkmalschutz stehen zwei Wegekreuze, von denen das ältere an der Ecke der Straßen Niederscheuren und Oberscheuren aus dem Jahre 1724 stammt. Diesem Wegekreuz benachbart ist ein Kriegerdenkmal zur Erinnerung an die Opfer beider Weltkriege.:282